# ماغي سميث
السيدة مارغريت نتالي سميث أو «ماغي» سميث (28 ديسمبر 1934 - 27 سبتمبر 2024)، الحائزة على رتبة السيدة القائد، هي ممثلة سينما ومسرح وتلفزيون إنجليزية. لدى ماغي سميث خبرةٌ طويلةٌ في التمثيل على المسرح وشاشات السينما والتليفزيون، وهي وإحدى ممثلات بريطانيا البارزات. كان أول ظهورٍ لها على المسرح في عام 1952، وعملت في مجال الفن أكثر من ستين عامًا. ولها رصيدٌ حافلٌ من الجوائز في التمثيل السنيمائي والمسرحي، منها سبع جوائز بافتا خمسٌ منها جوائز تنافسية وجائزتان مميزتان منها زمالة بافتا في عام 1996، واثنتان من جائزة الأوسكار، وجائزتا جولدن جلوب، و اربع جوائز إيمي، وجائزة لورنس أوليفيه، وجائزة نقابة ممثلي الشاشة، وجائزة توني.
وظهرت ماغي سميث أيضًا في عدد من الأفلام المعروفة مثل هوك الانتقام من الكابتن هوك، و الأخت آكت، ولعبت دور البروفسور مينرفا ماك جوناجال في سلسة أفلام هاري بوتر. و قامت بدور البطولة في الدراما الرائعة داونتون آبي حيث تلعب دور فايوليت كرولي الكونتيسة الأرملة لغرانثام، وحازت على ثلاث جوائز إيمي متتالية عن هذا الدور (آخرها كان في 18 من سبتمبر 2016).

## من أعمالها
- فيلم: هوك الانتقام من الكابتن هوك (1991).
- فيلم: الأخت آكت (1992).
- سلسة أفلام: هاري بوتر.
- الدراما: داونتون آبي.
- عطيل (فيلم بريطاني 1965).
- وThe Prime of Miss Jean Brodi (1969)،
- وTravels with My Aunt (1972)،
- وCalifornia Suite (1978)،
- و Clash of the Titans (1981)،
- وA Room with a View (1985)،

وGosford Park (2001).

## الوفاة
توفيت ماغي سميث في 27 سبتمبر 2024 عن عمر ناهز التاسعة والثمانين.

## وصلات خارجية
- ماغي سميث في موقع شاشة الإنترنت [الإنجليزية]‏ التابع لمعهد الفيلم البريطاني
- ماغي سميث على موقع IMDb (الإنجليزية)
- ماغي سميث على موقع ميتاكريتيك (الإنجليزية)
- ماغي سميث على موقع الموسوعة البريطانية (الإنجليزية)
- ماغي سميث على موقع روتن توميتوز (الإنجليزية)
- ماغي سميث على موقع مونزينجر (الألمانية)
- ماغي سميث على موقع قاعدة بيانات الأفلام العربية
- ماغي سميث على موقع ألو سيني (الفرنسية)
- ماغي سميث على موقع ميوزك برينز (الإنجليزية)
- ماغي سميث على موقع تيرنر كلاسيك موفيز (الإنجليزية)
- ماغي سميث على موقع أول موفي (الإنجليزية)
- ماغي سميث في موقع إيمي نسخة محفوظة 27 سبتمبر 2012 على موقع واي باك مشين.
- "You have to laugh", الغارديان interview, 20 November 2004; accessed 21 April 2014.